# Ершовское сельское поселение (Кировская область)
Ершо́вское се́льское поселе́ние  — муниципальное образование в составе Вятскополянского района Кировской области России.
Центр — село Ершовка.

## История
Ершовское сельское поселение образовано 1 января 2006 года согласно Закону Кировской области от 07.12.2004 № 284-ЗО.

## Население
| 2010 | 2012 | 2013 | 2014 | 2015 | 2016 | 2017 |
| ---- | ---- | ---- | ---- | ---- | ---- | ---- |
| 525  | ↘497 | ↘480 | ↘477 | ↘462 | ↗469 | ↗472 |
| 2018 | 2019 | 2020 | 2021 |      |      |      |
| ↘470 | ↘465 | ↘449 | ↗500 |      |      |      |

## Состав
В состав поселения входят 3 населённых пункта (население, 2010):
- село Ершовка — 455 чел.;
- деревня Киняусь — 52 чел.;
- деревня Кушак — 18 чел.